# Rhynchopyga rubricincta
Rhynchopyga rubricincta är en fjärilsart som beskrevs av George Francis Hampson 1898. Rhynchopyga rubricincta ingår i släktet Rhynchopyga och familjen björnspinnare. Inga underarter finns listade.